# Priva armata
Priva armata là một loài thực vật có hoa trong họ Cỏ roi ngựa. Loài này được S.Watson miêu tả khoa học đầu tiên năm 1890.